# Anthene fasciata
Anthene fasciata är en fjärilsart som beskrevs av Ungemach 1932. Anthene fasciata ingår i släktet Anthene och familjen juvelvingar. Inga underarter finns listade i Catalogue of Life.